# Adab (miasto)

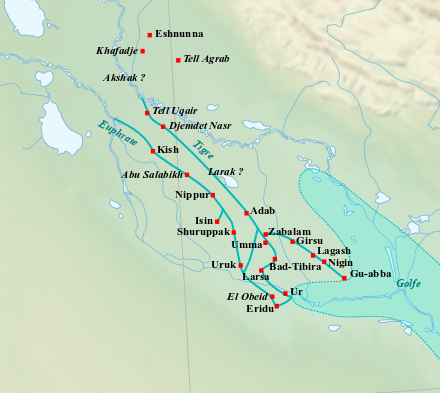
mapa z zaznaczonym położeniem najważniejszych miast Sumeru w okresie wczesnodynastycznym (ok. 2900-2350 p.n.e.)

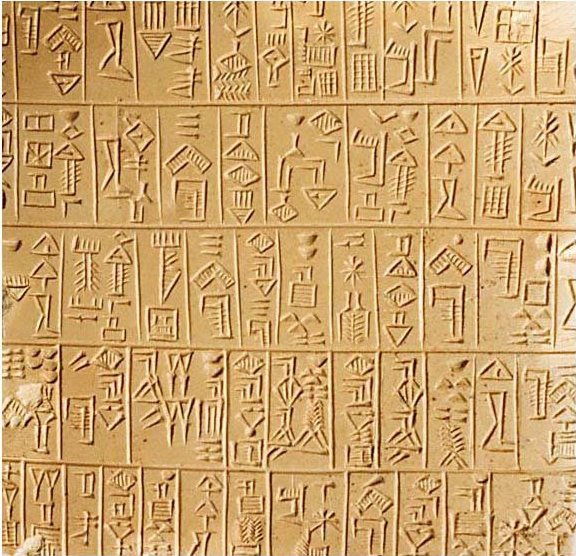
fragment sumeryjskiej inskrypcji monumentalnej z Adab, ok. 2600 p.n.e

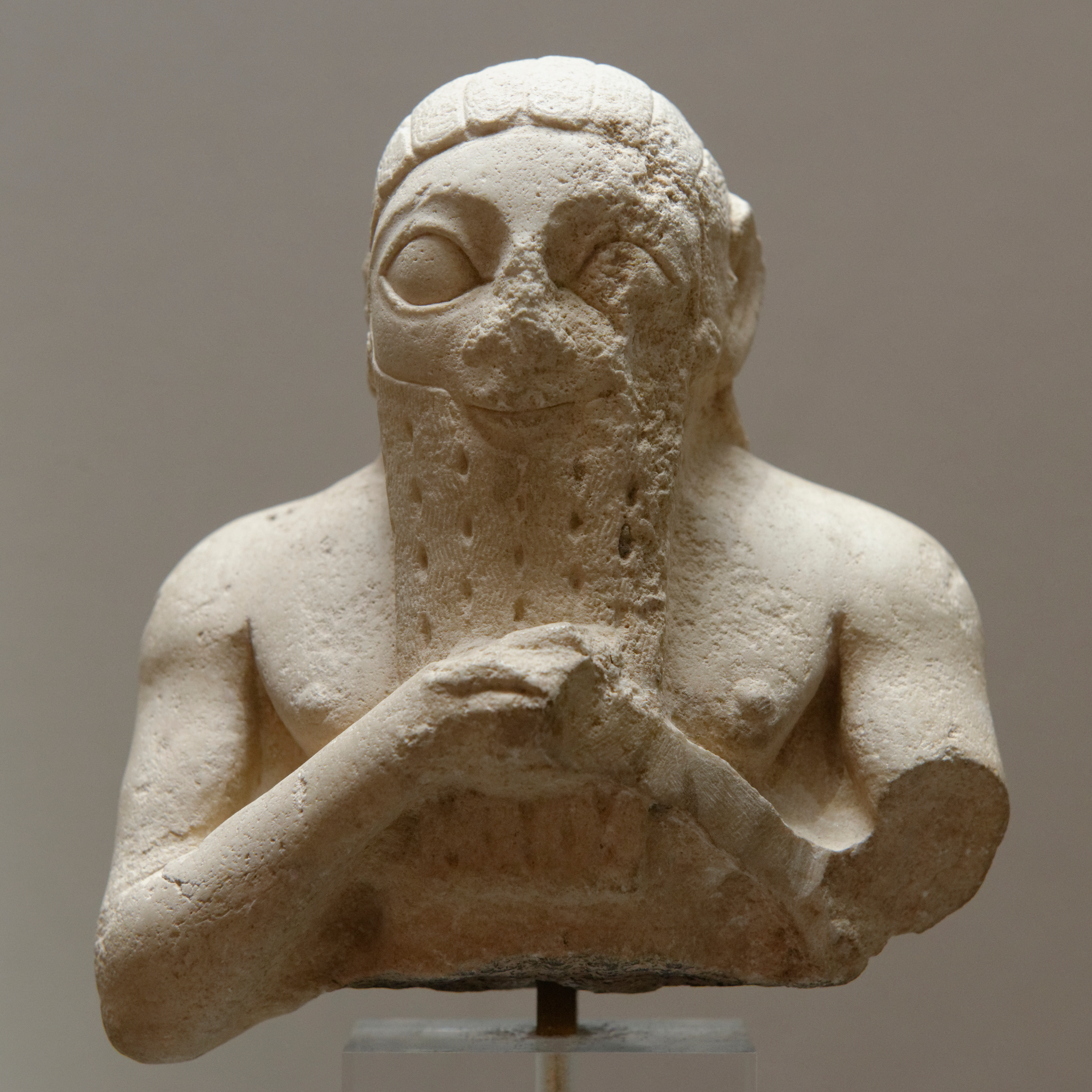
fragment figurki mężczyzny, być może Lugalkisalsi, króla Uruk, okres wczesnodynastyczny III, odkryta w Adab, zbiory Luwru (AO 10921)

Adab – starożytne miasto w Sumerze, obecnie stanowisko archeologiczne Bism(a)ja położone w pustynnym rejonie południowego Iraku, ok. 40 km (25 mil) na wschód od współczesnego miasta Diwanija i ok. 30 km (19 mil) na południowy wschód od starożytnego miasta Nippur.

## Identyfikacja stanowiska i wykopaliska
Identyfikacji stanowiska ze starożytnym Adab dokonał Edgar James Banks na początku XX wieku na podstawie inskrypcji pochodzących z  głównej świątyni. Te nazywały ją E-sar, a taką nazwę nosiła główna świątynia w Adab. Banks przeprowadził pierwsze i jak dotychczas jedyne poważne wykopaliska na stanowisku w latach 1903-04, a ich rezultaty opisał w swej książce (Edgar James Banks, Bismya or The Lost City of Adab, New York and London 1912). Książka ta wciąż pozostaje głównym źródłem informacji o stanowisku.

## Stanowisko
Stanowisko Bism(a)ja ma kształt w przybliżeniu prostokątny i obejmuje obszar o długości jednej mili i szerokości pół mili. Jego granice wyznaczają wciąż widoczne pozostałości podwójnego muru miejskiego, datowanego na III tys. p.n.e. Na stanowisku znajduje się pewna liczba telli, z których jeden Banks zidentyfikował jako temenos z ziguratem i świątynią. Inne zawierały pozostałości pałacu i budynków prywatnych. Niewielkie telle znajdują się też poza obszarem wyznaczonym przez mury i mogą reprezentować pozostałości ogrodów i przedmieść. 

## Historia
Miasto zamieszkałe było co najmniej od początku III tys. p.n.e. i pojawia się w Sumeryjskiej liście królów, która wymienia jednego króla z dynastii z Adab – Lugalanemundu, który panować miał przez 90 lat. Przypuszcza się, iż żył on pod koniec okresu wczesnodynastycznego III (ok. 2600-2300 p.n.e.). Znaczenie miasta w III tys. p.n.e. potwierdzają znaleziska archeologiczne, wśród których znajduje się posąg innego władcy z tego okresu (noszącego najprawdopodobniej imię Lugal Da-udu) i seria dobrze zachowanych domów prywatnych, wśród których znajdował się jeden z dziedzińcem i ceglaną podłogą. Banks zidentyfikował ten dom na podstawie znalezionych tu tabliczek klinowych jako siedzibę lokalnego gubernatora. Cegły z odciśniętymi imionami władców wczesnodynastycznych i dynastii akadyjskiej (w tym Sargona Wielkiego i Naram-Sina), zostały odnalezione na terenie temenosu. Cegły z odciśniętym imieniem Szulgiego (ok. 2096-2048 p.n.e.) odkryto w górnych warstwach ziguratu. Hammurabi (1792-1750 p.n.e.) w swym prologu do zbioru praw stwierdza, iż kazał odbudować świątynię i miasto. Fragment pałacu, najprawdopodobniej z okresu starobabilońskiego, znaleziono na tellu I. Odkryte cegły z imieniem Kurigalzu I (przełom XV/XIV w. p.n.e.) wskazują, iż miasto było wciąż zamieszkałe w okresie panowania Kasytów. Najważniejsze naleziska obejmują kolekcję ok. 300 tabliczek klinowych odkrytych w tzw. pałacu, a także niewielką liczbę tabliczek z końca III tys. z domów prywatnych. Na terenie świątyni odkryto dużą liczbę fragmentów naczyń kamiennych dekorowanych wzorami geometrycznymi i figuratywnymi.  
Z Adabem blisko powiązane było sanktuarium bogini Ninhursag w Kesz. Źródła pisane pozwalają nawet przypuszczać, że Kesz stanowiło wydzielony okręg kultowy bogini w obrębie miasta Adab.